# 数理物理学
数理物理学（すうりぶつりがく、英語: mathematical physics）は、数学と物理学の境界を成す科学の一分野である。数理物理学が何から構成されるかについては、いろいろな考え方がある。典型的な定義は、Journal of Mathematical Physicsで与えているように、「物理学における問題への数学の応用と、そのような応用と物理学の定式化に適した数学的手法の構築」である。
数理物理には、関数解析学／量子力学、幾何学／一般相対性理論、組み合わせ論／確率論／統計力学、可積分系などが含まれる。最近では弦理論が、代数幾何学、トポロジー、複素幾何学などの数学の重要分野と交流を持つようになってきている。

## 研究領域
数理物理学にはいくつか独立した領域があり、特定の時代とおおよそ対応する。偏微分方程式論およびび変分法、フーリエ解析、ポテンシャル理論、ベクトル解析などは、数理物理学に最も関連の深い領域であるといえる。これらは、ジャン・ル・ロン・ダランベール、レオンハルト・オイラー、ジョゼフ＝ルイ・ラグランジュなどによって、18世紀後半から1930年代までに集中して構築された。これらの物理的応用には、流体力学、天体力学、弾性理論、振動理論、熱力学、電磁気学、空気力学などが含まれる。
原子スペクトルの理論、およびび後の量子力学は、線型代数学、作用素のスペクトル理論、さらには関数解析学などの数学的分野とほとんど同時に発展した。これらは数理物理学の別な領域を構成している。
特殊相対性理論、一般相対性理論は、若干異なった種類の数学を必要とする。群論は場の量子論や微分幾何学において重要な役割を果たしたが、しだいに宇宙論や場の量子論の数学的表現としてのトポロジーによって置き換えられた。
統計力学は、より数学的なエルゴード理論や確率論の一部と深く関連している。
用語としての'数理物理学'の使い方は、人によって異なることがある。物理学の発展から生まれた数学は、他の関連領域と異なり、数理物理学の一部とはみなされないこともある。例えば、力学系や解析力学は数理物理学に属するのに対して、常微分方程式やシンプレクティック幾何学は純粋に数学的な領域と考えられている。

## 著名な数理物理学者
- 初期
初期の数理物理学の先駆者として、11世紀のイラクの物理学者・数学者イブン・アル・ハイサム（ラテン語名Alhacen、965年-1039年）を挙げることができる。彼の数学的モデルと、それらが彼の著書「光学の書」（1021年）において感覚・知覚の理論に果たした役割は、後の数理物理学の基礎となる重要なものである[2]。他にもこの時代には、アル＝ビールーニーやアル＝カジニなどが、代数学や精密な計算手法を統計学や力学に導入した[3]。
- 17世紀
イギリスの物理学者・数学者アイザック・ニュートン（1642年-1727年）が、物理学上の問題を解くための重要な数学的手法（微分法や、ニュートン法などの数値解析手法）を開発した。また、光の波動論で知られるオランダのクリスティアーン・ホイヘンス、天体運動に関する方程式の発見で知られるドイツのヨハネス・ケプラー（1571年-1630年）などが活躍した。
- 18世紀
流体力学や弦の振動などについて業績を残した、スイスのダニエル・ベルヌーイ（1700年-1782年）や、変分原理、力学、流体力学や、その他多くの業績を残したレオンハルト・オイラー（1707年-1783年）が数理物理学を大きく発展させた。また、フランスのジョゼフ＝ルイ・ラグランジュ（1736年-1813年）は、力学と変分法に関して顕著な業績を残した。
- 18世紀後半から19世紀初頭
フランスでは、数理天文学、ポテンシャル理論、力学で有名なピエール＝シモン・ラプラス（1749年-1827年）や、力学、ポテンシャル理論の発展に貢献したシメオン・ドニ・ポアソン（1781年-1840年）が、またドイツでは、磁性の研究を行ったカール・フリードリヒ・ガウス（1777年-1840年）や力学や調和変換に関してカール・グスタフ・ヤコブ・ヤコビ（1804年-1851年）が業績を残した。ガウスは、オイラーとともに三大数学者の一人とされている。彼の非ユークリッド幾何学への貢献は、彼に続くベルンハルト・リーマン（1826年-1866年）によるリーマン幾何学の基礎となった。これは後述する一般相対性理論の核心をなすものである。
- 19世紀
ジェームズ・クラーク・マクスウェル（1831年-1879年）がマクスウェル方程式を確立し、同じくイギリスのケルヴィン男爵ウィリアム・トムソン（1824年-1907年）は、熱力学に関して本質的な発見を行った。イギリスでは他にもレイリー男爵ジョン・ウィリアム・ストラット（1842年-1919年）が音波についての研究を行い、ジョージ・ガブリエル・ストークス（1819年-1903年）が光学、流体力学の研究を発展させた。アイルランドでは、ウィリアム・ローワン・ハミルトン(1805年-1865年）が力学の研究を行った。ドイツでは、ヘルマン・フォン・ヘルムホルツ（1821年-1894年）が電磁気学、波動、流体、音波の研究で業績を残した。アメリカでは、ウィラード・ギブズ（1821年-1903年）による先駆的研究が、統計力学の基礎となった。これらはいずれも、電磁気学、流体力学、統計力学の基礎を成している。
- 19世紀末から20世紀初頭
特殊相対性理論
オランダのヘンドリック・ローレンツ（1853年-1928年）、アンリ・ポアンカレ（1854年-1912年）らによって特殊相対論の先鞭が付けられた後、アルベルト・アインシュタイン（1879年-1955年）によって完全に明瞭な形で定式化された。アインシュタインはこれを推し進め、一般相対性理論を構成する、幾何学的なアプローチを用いた重力理論に到達した。これは19世紀のガウスとリーマンによる非ユークリッド幾何学に基づくものである。アインシュタインの特殊相対性理論は、時間と空間のガリレイ変換を、ミンコフスキー空間での4次元のローレンツ変換に置き換えた。また一般相対性理論は、平面上のユークリッド幾何学を、曲率が質量分布によって決まるリーマン多様体上の幾何学に置き換えた。これはニュートンのスカラー重力をリーマン曲率テンソルに置き換えたものである。
量子力学
20世紀におけるもう1つの革命的成果として、量子力学を挙げることができる。量子力学は、マックス・プランク（1856年-1947年）による黒体輻射の研究、及びアインシュタインによる光電効果の研究から生まれた。これは当初、アルノルト・ゾンマーフェルト（1868年-1951年）とニールス・ボーア（1885年-1962年）の発見的方法によって定式化されたが、間もなくマックス・ボルン（1882年-1970年）、ヴェルナー・ハイゼンベルク（1901年-1976年）、ポール・ディラック（1902年-1984年）、エルヴィン・シュレーディンガー（1887年-1961年）、及びヴォルフガング・パウリ（1900年-1958年）らによって発展した量子力学によって置き換えられた。量子力学は、状態の確率的な解釈と、ダフィット・ヒルベルト（1862年-1943年）によって導入された無限次元ベクトル空間（ヒルベルト空間）上での自己共役作用素に関する理論に基づいている。例えばディラックは、電子の相対論的なモデルを代数的な構造を用いて構築し、これによって生じる磁気モーメントや、その反粒子であるポジトロンの存在を予言した。
- 20世紀
その後の20世紀の数理物理学の発展は、サティエンドラ・ボース（1894年-1974年）、ジュリアン・シュウィンガー（1918年-1994年）、朝永振一郎（1906年-1979年）、リチャード・ファインマン（1923年-1988年）、湯川秀樹（1907年-1981年）、ロジャー・ペンローズ（1931年-）、スティーヴン・ホーキング（1942年-2018年）、エドワード・ウィッテン（1951年-）らによるところが大きい。

## 数学的に厳密な物理学としての数理物理学
'数理'  物理学の用語は、物理学上の問題を数学的に厳密な枠組みによって研究し、解決する仕事を指して用いられることもある。この意味での数理物理学には、純粋数学と物理学に共通する広範な領域が含まれる。理論物理学にも関連するものの、この意味での数理物理学は、数学において見られる厳密さと同等に厳密であることを重視する。一方理論物理学は、観測や、理論物理学者（や、より一般的な意味での数理物理学者）による発見、直観、近似的な議論の助けを必要とする実験物理学とのつながりを重視する。議論の余地はあるが、厳密な数理物理学はより数学に近く、理論物理学はより物理学に近いといえる。
このような数理物理学は、物理学の理論を拡張し、解明することを目的とする。厳密さが要求されることから、これらの研究者は、理論物理学者が既に解決済みと考えるような問題に取り組むことも多い。しかしながら、（簡単ではないが）このような研究によって、以前に得られた結論に誤りが発見されることもある。
この領域は、(1)場の量子論の厳密な定式化、(2)相転移の理論をはじめとする統計力学、(3)原子・分子物理学との関連を含む非相対論的量子力学（シュレーディンガー作用素）に大別される。
数学的に厳密な物理理論の構築に向けた努力は、さまざまな数学的発展の基礎となった。例えば、量子力学と関数解析学の一部は、相互に影響を与えつつ発展している。量子統計力学の数学的研究は、作用素環論における成果を生んだ。幾何学とトポロジーの利用は、弦理論において重要な役割を果たした。これらはほんの一部である。現在の研究に関する文献を調べれば、同様な事例を多数見つけることができる。

### 古典
- Abraham, Ralph; Marsden, Jerrold E. (2008), 'Foundations of mechanics: a mathematical exposition of classical mechanics with an introduction to the qualitative theory of dynamical systems' (2nd ed.), Providence, [RI.]: AMS Chelsea Pub., ISBN 9780821844380
- Arnold, Vladimir I.; Vogtmann, K.; Weinstein, A. (tr.) (1997), 'Mathematical methods of classical mechanics / [Matematicheskie metody klassicheskoĭ mekhaniki]' (2nd ed.), New York, [NY.]: Springer-Verlag, ISBN 0-387-96890-3
- Courant, Richard; Hilbert, David (1989), 'Methods of mathematical physics / 	 [Methoden der mathematischen Physik]', New York, [NY.]: Interscience Publishers
- Glimm, James; Jaffe, Arthur (1987), 'Quantum physics: a functional integral point of view' (2nd ed.), New York, [NY.]: Springer-Verlag, ISBN 0-387-96477-0 (pbk.)
- Haag, Rudolf (1996), 'Local quantum physics: fields, particles, algebras' (2nd rev. & enl. ed.), Berlin, [Germany] ; New York, [NY.]: Springer-Verlag, ISBN 3-540-61049-9 (softcover)
- Hassani, Sadri (1999), 'Mathematical Physics: A Modern Introduction to Its Foundations', Berlin, [Germany]: Springer-Verlag, ISBN 0387985794
- Hawking, Stephen W.; Ellis, George F. R. (1973), 'The large scale structure of space-time', Cambridge, [England]: Cambridge University Press, ISBN 0-521-20016-4
- Kato, Tosio (1995), 'Perturbation theory for linear operators' (2nd repr. ed.), Berlin, [Germany]: Springer-Verlag, ISBN 3-540-58661-X (This is a reprint of the second (1980) edition of this title.)
- Margenau, Henry; Murphy, George Moseley (1976), 'The mathematics of physics and chemistry' (2nd repr. ed.), Huntington, [NY.]: R. E. Krieger Pub. Co., ISBN 0-882-75423-8 (This is a reprint of the 1956 second edition.)
- Morse, Philip McCord; Feshbach, Herman (1999), 'Methods of theoretical physics' (repr. ed.), Boston, [Mass.]: McGraw Hill, ISBN 0-070-43316-X  (This is a reprint of the original (1953) edition of this title.)
- von Neumann, John; Beyer, Robert T. (tr.) (1955), 'Mathematical foundations of quantum mechanics', Princeton, [NJ.]: Princeton University Press
- Reed, Michael C.; Simon, Barry (1972-1977), 'Methods of modern mathematical physics (4 vol.)', New York. [NY.]: Academic Press, ISBN 0-125-85001-8
- Titchmarsh, Edward Charles (1939), 'The theory of functions' (2nd ed.), London, [England]: Oxford University Press (This tome was reprinted in 1985.)
- Thirring, Walter E.; Harrell, Evans M. (tr.) (1978-1983), 'A course in mathematical physics / [Lehrbuch der mathematischen Physik] (4 vol.)', New York, [NY.]: Springer-Verlag
- Weyl, Hermann; Robertson, H. P. (tr.) (1931), 'The theory of groups and quantum mechanics / [Gruppentheorie und Quantenmechanik]', London, [England]: Methuen & Co.
- Whittaker, Edmund Taylor; Watson, George Neville (1979), 'A course of modern analysis: an introduction to the general theory of infinite processes and of analytic functions, with an account of the principal transcendental functions' (1st AMS ed.), New York, [NY.]: AMS Press, ISBN 0-404-14736-4

### 学部生向けの参考書
- Arfken, George B.; Weber, Hans J. (1995), 'Mathematical methods for physicists' (4th ed.), San Diego, [CA.]: Academic Press, ISBN 0-120-59816-7 (pbk.)
- Boas, Mary L. (2006), 'Mathematical methods in the physical sciences' (3rd ed.), Hoboken, [NJ.]: John Wiley & Sons, ISBN 9780471198260
- Butkov, Eugene (1968), 'Mathematical physics', Reading, [Mass.]: Addison-Wesley
- Jeffreys, Harold; Swirles Jeffreys, Bertha (1956), 'Methods of mathematical physics' (3rd rev. ed.), Cambridge, [England]: Cambridge University Press
- Mathews, Jon; Walker, Robert L. (1970), 'Mathematical methods of physics' (2nd ed.), New York, [NY.]: W. A. Benjamin, ISBN 0-8053-7002-1
- Stakgold, Ivar (c.2000), 'Boundary value problems of mathematical physics (2 vol.)', Philadelphia, [PA.]: Society for Industrial and Applied Mathematics, ISBN 0-898-71456-7 (set : pbk.)

### 各論
- Aslam, Jamil; Hussain, Faheem (2007), 'Mathematical physics' Proceedings of the 12th Regional Conference, Islamabad, Pakistan, 27 March - 1 April 2006], Singapore: World Scientific, ISBN 978-981-270-591-4
- Baez, John C.; Muniain, Javier P. (1994), 'Gauge fields, knots, and gravity', Singapore ; River Edge, [NJ.]: World Scientific, ISBN 9-810-22034-0 (pbk.)
- Geroch, Robert (1985), 'Mathematical physics', Chicago, [IL.]: University of Chicago Press, ISBN 0-226-28862-5 (pbk.)
- Polyanin, Andrei D. (2002), 'Handbook of linear partial differential equations for engineers and scientists', Boca Raton, [FL.]: Chapman & Hall / CRC Press, ISBN 1-584-88299-9
- Polyanin, Alexei D.; Zaitsev, Valentin F. (2004), 'Handbook of nonlinear partial differential equations', Boca Raton, [FL.]: Chapman & Hall / CRC Press, ISBN 1-584-88355-3
- Szekeres, Peter (2004), 'A course in modern mathematical physics: groups, Hilbert space and differential geometry', Cambridge, [England] ; New York, [NY.]: Cambridge University Press, ISBN 0-521-53645-6 (pbk.)
- Yndurain, Francisco J (2006), 'Theoretical and Mathematical Physics. The Theory of Quark and Gluon Interactions', Springer, ISBN 978-3-540-33209-1 (pbk.)

### 和書
R・クーラン、D・ヒルベルト『数理物理学の方法 全4巻』商工出版、東京図書。
- 『数理物理学の方法』 第1巻、商工出版、1959年。
- 『数理物理学の方法』 第2巻、商工出版、1959年。
- 『数理物理学の方法』 第3巻、東京図書、1962年。
- 『数理物理学の方法』 第4巻、東京図書、1968年。

R・クーラン、D・ヒルベルト『数理物理学の方法 全4巻』斎藤利弥 監訳（新装版）、東京図書、1984年。
- 『数理物理学の方法 1』。
- 『数理物理学の方法 2』。
- 『数理物理学の方法 3』。
- 『数理物理学の方法 4』。

R・クーラン、D・ヒルベルト『数理物理学の方法 全4巻』斎藤利弥 監訳（新装版）、東京図書、1989年。
- 『数理物理学の方法』 1巻。ISBN 4-489-00293-9。
- 『数理物理学の方法』 2巻。ISBN 4-489-00294-7。
- 『数理物理学の方法』 3巻。ISBN 4-489-00295-5。
- 『数理物理学の方法』 4巻。ISBN 4-489-00296-3。

R・クーラン、D・ヒルベルト『数理物理学の方法 全4巻』斎藤利弥 監訳（新装版）、東京図書、1995年。
- 『数理物理学の方法』 1巻、丸山滋弥訳、1995年9月。ISBN 4-489-00487-7。
- 『数理物理学の方法』 2巻、銀林浩訳、1995年9月。ISBN 4-489-00488-5。
- 『数理物理学の方法』 3巻、麻嶋格次郎訳、1995年9月。ISBN 4-489-00489-3。
- 『数理物理学の方法』 4巻、筒井孝胤訳、1995年9月。ISBN 4-489-00490-7。

- 『数理物理学の方法』 上、藤田宏・高見頴郎・石村直之訳、丸善出版〈シュプリンガー数学クラシックス 第26巻〉、2013年。ISBN 4621065254。
- 『数理物理学の方法』 下、藤田宏・高見頴郎・石村直之 訳、丸善出版〈シュプリンガー数学クラシックス 第27巻〉、2013年。ISBN 462130402X。
- 倉田令二朗『数学と物理学との交流』森北出版〈数学ライブラリー 27〉、1972年。ISBN 9784627002708。
- 荒木不二洋『数学と物理学の接点』ダイヤモンド社、1979年。ISBN 9784478830017。
- 荒木不二洋「量子場の数理」『岩波講座現代の物理学 第21巻』岩波書店、1993年。
- 荒木不二洋『統計物理の数理』岩波書店〈岩波講座応用数学 対象 3〉、1994年。
- 新井朝雄『フォック空間と量子場 上』（荒木不二洋、江沢洋 編）日本評論社〈数理物理シリーズ〉、2000年。
- 新井朝雄『フォック空間と量子場 下』（荒木不二洋、江沢洋 編）日本評論社〈数理物理シリーズ〉、2000年。
- 新井朝雄『物理現象の数学的諸原理 現代数理物理学入門』共立出版、2003年。ISBN 4320017269。
- 新井朝雄『数理物理学の風景』日本評論社、2019年。ISBN 4535788847。
- 新井朝雄『物理学の数理 ニュートン力学から量子力学まで』（荒木不二洋 監修、大矢雅則 監修）丸善出版、2012年。ISBN 4621065130。
- 小澤徹『数理物理学としての微分方程式序論』サイエンス社〈数理科学 別冊〉、2016年11月。ASIN B01MRFX0FR。